# Tobias Eckert

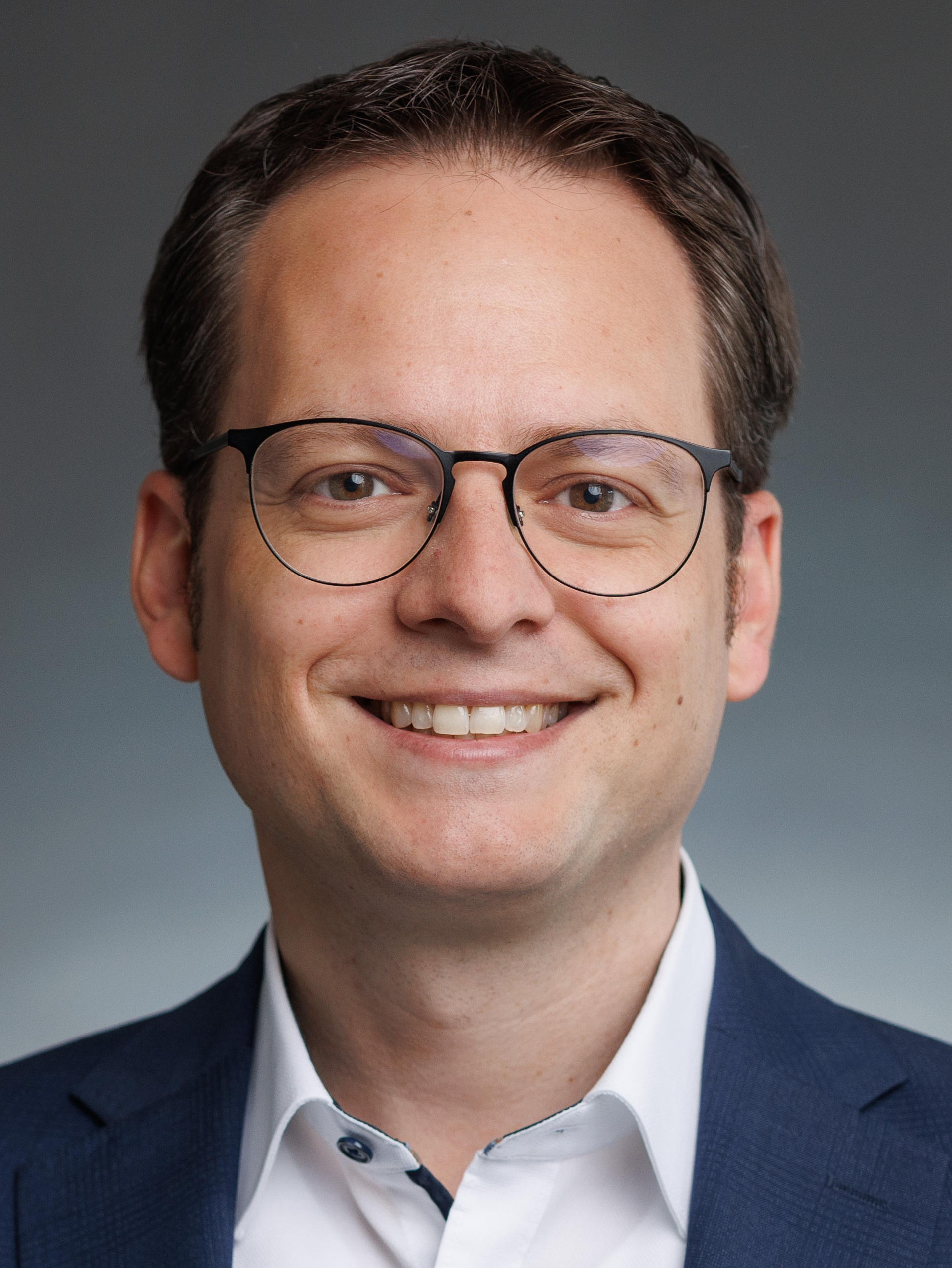
Tobias Eckert (2022)

Tobias Eckert (* 18. Dezember 1980 in Hadamar) ist ein deutscher Politiker (SPD). Er ist seit 2012 Mitglied des Hessischen Landtags und seit 2024 Fraktionsvorsitzender der dortigen SPD-Fraktion.

## Ausbildung und Beruf
Tobias Eckert besuchte ab 1987 die Franz-Leuninger-Schule in Mengerskirchen. Anschließend absolvierte er seine Mittlere Reife an der Westerwaldschule Waldernbach und begann 1998 eine Ausbildung zum Verwaltungsfachangestellten beim Magistrat der Kreisstadt Limburg, die er 2001 abschloss. 2003 startete er eine berufsbegleitende Weiterbildung zum Verwaltungsfachwirt in Limburg. Nach Abschluss der berufsbegleitenden Weiterbildung 2006 arbeitete Tobias Eckert bis zu seinem Einzug in den Landtag am 10. Juni 2012 beim Magistrat in Limburg.

## Politik
Eingetreten in die SPD ist Tobias Eckert im Oktober 1998. Seit 2000 ist er Vorsitzender der SPD im Ortsteil Dillhausen, seit 2002 stellvertretender Vorsitzender der SPD in Mengerskirchen und seit 2010 ist er Vorsitzender der SPD im Landkreis Limburg-Weilburg.
Im Jahr 2001 wurde er erstmals in die Gemeindevertretung von Mengerskirchen sowie den Ortsbeirat von Dillhausen gewählt. In der Kommunalwahl 2006 folgte der Einzug in den Kreistag Limburg-Weilburg.
In der Gemeindevertretung Mengerskirchen ist er Fraktionsvorsitzender der SPD-Fraktion und sitzt im Haupt- und Finanzausschuss.
Im Kreistag ist Tobias Eckert Mitglied im Haupt-, Finanz- und Verwaltungsausschuss und im Ausschuss für Raumordnung, Wirtschaft und Verkehr.

## Mitglied des hessischen Landtages
Bei der Landtagswahl 2009 kandidierte Tobias Eckert im Wahlkreis Limburg-Weilburg II erstmals für das Direktmandat. Am 10. Juni 2012 rückte er für Manfred Görig, der das Amt des Landrats des Vogelsbergkreises antrat, in den Hessischen Landtag nach. Bei der Landtagswahl in Hessen 2013 trat er im Wahlkreis Limburg-Weilburg II erneut an. Er zog über die SPD-Landesliste in den Landtag ein.
Hier gehörte er dem Innenausschuss, dem Ausschuss für Wirtschaft, Energie, Verkehr und Landesentwicklung sowie dem Ältestenrat an. Ferner war er Teil des Untersuchungsausschusses zur NSU-Affäre.
2018 trat Eckert erneut im Wahlkreis Limburg-Weilburg II an und unterlag gegen Andreas Hofmeister von der CDU. Er zog über die Landesliste der SPD Hessen in den Hessischen Landtag ein. Ab Beginn des 20. Hessischen Landtags im Januar 2019 war er stellvertretender Fraktionsvorsitzender der SPD. Er war Mitglied im Ausschuss für Wirtschaft, Energie, Verkehr und Landesentwicklung und im Ausschuss für Digitales und Datenschutz. Als Sprecher war er für die SPD Hessen-Landtagsfraktion inhaltlich verantwortlich für die Themen Wirtschaft, Verkehr, Tourismus, Digitalisierung und Katastrophenschutz.
Bei der Landtagswahl 2023 zog Eckert erneut über die Liste in den Landtag ein.
Am 16. Januar 2024 wurde Eckert zum Fraktionsvorsitzenden der SPD-Landtagsfraktion im Hessischen Landtag gewählt. Er wurde mit einer Stimme Vorsprung vor Lisa Gnadl gewählt. Der bisherige Fraktionsvorsitzende Günther Rudolph trat bei der Wahl nicht erneut an.

## Funktionen und Mitgliedschaften
Neben seinem parteipolitischen Engagement und seinen Aktivitäten in den Kreistag Limburg-Weilburg, der Gemeindevertretung von Mengerskirchen und den Ortsbeirat von Dillhausen ist Tobias Eckert in folgenden Vereinen und Institutionen aktiv:
- Dienstleistungsgewerkschaft Verdi
- Förderverein Jugendbüro Limburg-Weilburg e. V.
- Antifaschistischen Bildungsinitiative e. V.
- Förderverein Tiergarten Weilburg e.  V.
- Freiwillige Feuerwehr Dillhausen, seit Januar 2014 Vorsitzender des Feuerwehrvereins
- MGV Eintracht Dillhausen e. V.
- Joy to sing Dillhausen e. V.
- SV Dillhausen e. V.
- Verein der Freunde und Förderer der Kreismusikschule Limburg e. V.